# 晴山岬
晴山 岬（はるやま みさき、2001年6月30日 - ）は、新潟県長岡市出身のプロサッカー選手。ポジションはフォワード。

## 来歴
2001年6月、宮城県仙台市で生まれる。
幼少期に新潟県長岡市へ転居し、長岡市立千手小学校 - 長岡市立南中学校を経て、帝京長岡高校卒業まで長岡市内を拠点に活動。
サッカー選手としてのキャリアは長岡JYFC（U-6）に所属してから積んでいたが、この長岡JYFCは後に晴山が進学する帝京長岡高校が運営しており、4歳の頃から高校卒業まで15年も共にプレーしていたメンバー（谷内田哲平）もいる。
晴山は小学5年生の頃まで「ゴールキーパー」をしていたが、6年生になるとフォワードに転向。
長岡市立南中学校を卒業後の2017年4月、運動部の強豪である帝京長岡高校に進学。2年目の2018年に出場した全国高等学校サッカー選手権大会では1回戦でハットトリックを決め「全国高校選手権優秀選手」に選ばれた。3年目にも全国大会に出場し、チームのベスト4入りに貢献。
2019年11月22日、AFC U-19の選手権予選突破を受けて長岡市長を表敬訪問している。
2020年3月に帝京長岡高校を卒業。
晴山は幼少期から目指していたプロサッカー選手として、FC町田ゼルビアに加入。
同年7月6日、第6節の水戸ホーリーホック戦で先発してプロデビューを果たした。
2022年、FC今治に期限付き移籍。
同年8月、FC町田ゼルビアへ復帰した。
同年10月16日、FC町田ゼルビアは同日付で晴山岬選手との契約解除を発表した。
2023年2月23日、ドイツ6部リーグ所属チームのFCバサラ・マインツは、晴山岬の加入を発表した。

## 所属クラブ
- 長岡JYFC U-12
- 長岡JYFC U-15
- 帝京長岡高等学校
- 2020年 -2022年10月  FC町田ゼルビア
  - 2022年1月 - 同年8月  FC今治（期限付き移籍）
- 2023年 -  バサラ・マインツ

## 個人成績
| 国内大会個人成績 | 国内大会個人成績 | 国内大会個人成績 | 国内大会個人成績 | 国内大会個人成績 | 国内大会個人成績 | 国内大会個人成績 | 国内大会個人成績 | 国内大会個人成績 | 国内大会個人成績 | 国内大会個人成績 | 国内大会個人成績 |
| 年度             | クラブ           | 背番号           | リーグ           | リーグ戦         | リーグ戦         | リーグ杯         | リーグ杯         | オープン杯       | オープン杯       | 期間通算         | 期間通算         |
| 年度             | クラブ           | 背番号           | リーグ           | 出場             | 得点             | 出場             | 得点             | 出場             | 得点             | 出場             | 得点             |
| 日本             | 日本             | 日本             | 日本             | リーグ戦         | リーグ戦         | リーグ杯         | リーグ杯         | 天皇杯           | 天皇杯           | 期間通算         | 期間通算         |
| ---------------- | ---------------- | ---------------- | ---------------- | ---------------- | ---------------- | ---------------- | ---------------- | ---------------- | ---------------- | ---------------- | ---------------- |
| 2020             | 町田             | 27               | J2               | 2                | 0                | -                | -                | -                | -                | 2                | 0                |
| 2021             | 町田             | 27               | J2               | 2                | 0                | -                | -                | 1                | 0                | 3                | 0                |
| 2022             | 今治             | 27               | J3               | 3                | 0                | -                | -                | 1                | 0                | 4                | 0                |
| 2022             | 町田             | 27               | J2               | 2                | 0                | -                | -                | 0                | 0                | 2                | 0                |
| 通算             | 日本             | 日本             | J2               | 6                | 0                | -                | -                | 1                | 0                | 7                | 0                |
| 通算             | 日本             | 日本             | J3               | 3                | 0                | -                | -                | 1                | 0                | 4                | 0                |
| 総通算           | 総通算           | 総通算           | 総通算           | 9                | 0                | -                | -                | 2                | 0                | 11               | 0                |

## タイトル

### クラブ
帝京長岡高校
- JFA 全日本U-18フットサル大会（2018年）

### 個人
- JFA 全日本U-18フットサル大会・MVP（2018年）
- 全国高等学校サッカー選手権大会・優秀選手（2018年、2019年）

## 代表歴
- U-18日本代表
  - リスボン国際トーナメントU18（2019年）
  - SBSカップ 国際ユースサッカー（2019年）
  - スペイン遠征（2019年）
  - AFC U-19選手権・予選（2019年）
- U-19日本代表
  - 千葉キャンプ（2020年）